# Hallwil
Cet article possède un paronyme, voir Halwill.
Hallwil est une commune suisse du canton d'Argovie, située dans le district de Lenzbourg.

Vue aérienne (1953)

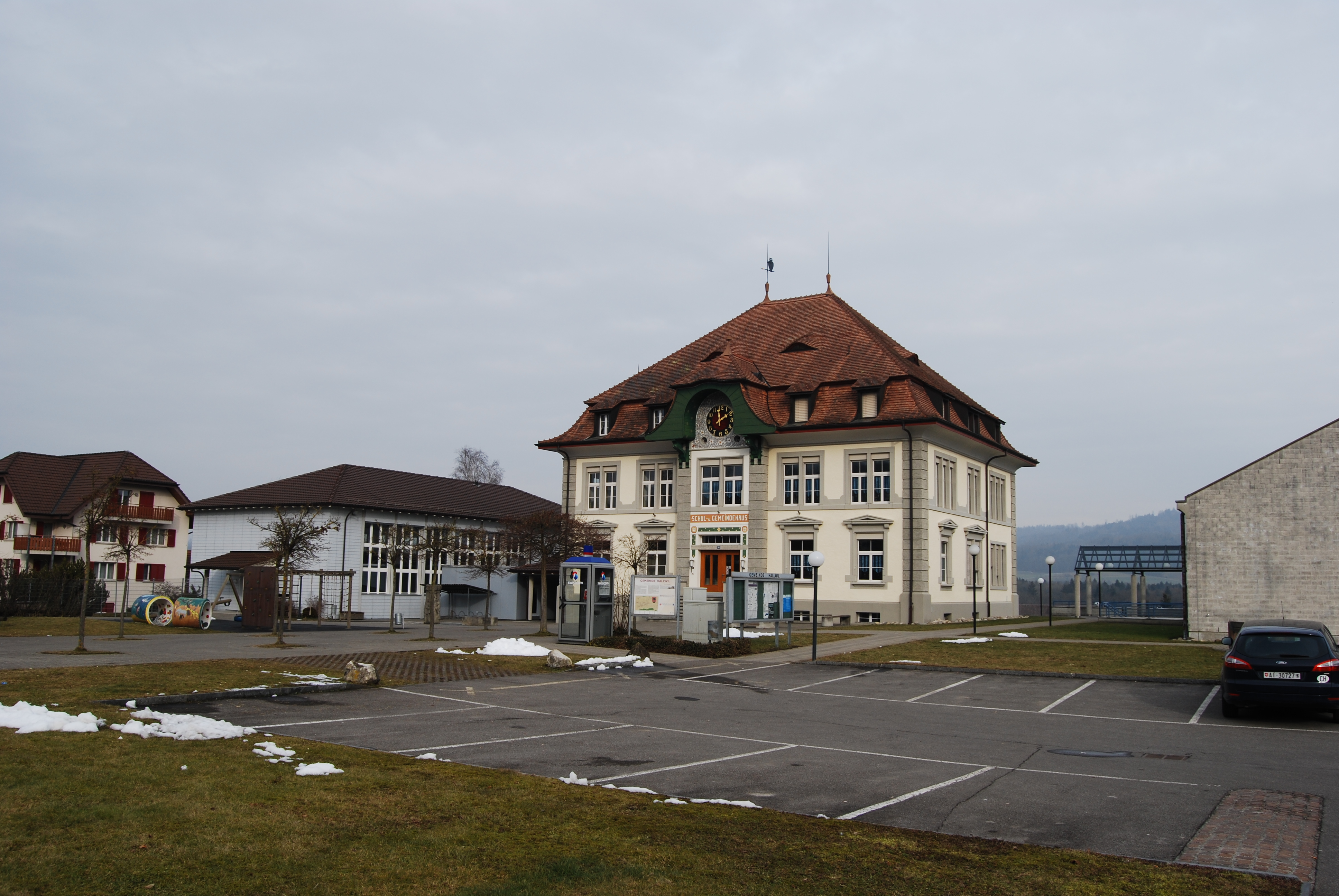
Administration municipale de Hallwil.